# Antennella biarmata
Antennella biarmata är en nässeldjursart som beskrevs av Nutting 1927. Antennella biarmata ingår i släktet Antennella och familjen Halopterididae. Inga underarter finns listade i Catalogue of Life.